# Duende Verde en otros medios
El Duende Verde, un supervillano de Marvel Comics y uno de los archienemigos de Spider-Man, junto con Doctor Octopus y Venom, fue creado por Stan Lee y Steve Ditko y apareció por primera vez en The Amazing Spider-Man #14 (julio de 1964). Desde entonces, el personaje se ha adaptado sustancialmente de los cómics a varias formas de medios, como largometrajes, series de televisión y videojuegos.
En los cómics, Duende Verde es un alias adoptado por varios personajes, sobre todo Norman Osborn y su hijo Harry Osborn, que también se han utilizado como el alter ego del Duende en la mayoría de las apariciones en los medios del personaje. Norman fue interpretado por Willem Dafoe en la trilogía cinematográfica de Spider-Man de Sam Raimi (2002 - 2007) y en la película de Marvel Cinematic Universe Spider-Man: No Way Home (2021), y por Chris Cooper en The Amazing Spider-Man 2: Rise of Electro (2014). Neil Ross, Alan Rachins, Steve Blum, Steven Weber y Josh Keaton ha proporcionado las voces del personaje en varias series animadas de Spider-Man. Harry es interpretado por James Franco en la trilogía de Spider-Man y por Dane DeHaan en The Amazing Spider-Man 2, y ha sido interpretado por Gary Imhoff, Ian Ziering, James Arnold Taylor, Matt Lanter y Max Mittleman, entre otros.

## Televisión

### Spider-Man(1967–1970)
La encarnación de Norman Osborn del Duende Verde aparece en Spider-Man (1967), con la voz de Len Carlson. Esta versión es un ladrón mimado y tonto que está obsesionado con la magia y lo sobrenatural, campos de especialización en los que la iteración original de los cómics nunca estuvo interesada.

### Spider-Man(1981–1982)
La encarnación de Norman Osborn del Duende Verde aparece en el episodio de Las nuevas aventuras de Spider-Man (1981), episodio, "La venganza del Duende Verde", con la voz de Neil Ross. Tres años antes, luchó contra Spider-Man, durante el cual los enemigos descubrieron las identidades de los demás. Tras su derrota, el Duende perdió sus recuerdos. Después de recuperarlo durante un accidente de tren, vuelve a asumir su personalidad y equipo de Goblin y amenaza con revelar la identidad de Spider-Man al mundo.

### Spider-Man and His Amazing Friends(1981–1983)
La encarnación de Norman Osborn del Duende Verde aparece en el episodio de Spider-Man and His Amazing Friends "Triumph of the Green Goblin", con la voz de Dennis Marks. Esta versión es una personalidad alternativa de Norman que ocasionalmente se hace cargo de cometer delitos. Osborn también tiene una sobrina, Mona Osborn (con la voz de Sally Julian), que desconocía la doble vida de su tío. Norman vuelve a convertirse en el Duende después de un accidente aéreo y secuestra a Mona para llevarlo a la ubicación de su fórmula para que pueda transformar a la población de Nueva York en duendes. Sin embargo, Norman finalmente es curado por un rayo y enviado de regreso a un instituto médico.

### Spider-Man(1994–1998)
Las encarnaciones de Norman y Harry Osborn del Duende Verde aparecen en Spider-Man: The Animated Series, con la voz nuevamente de Neil Ross y Gary Imhoff respectivamente.
La versión de la serie de Norman es el propietario de Industrias Oscorp, una empresa de fabricación de armas bajo la influencia de Kingpin, a quien Norman luego intenta asesinar a través de Hobgoblin, y muestra una venganza contra Spider-Man. Norman finalmente se convierte en el primer Duende Verde luego de un accidente de gasolina en OsCorp que lo lleva a desarrollar una personalidad alternativa, más violenta y caótica. Usando una versión alterada del traje de Hobgoblin, el Duende apunta a los rivales de Norman, pero Spider-Man lo derrota, aunque su identidad sigue siendo un secreto y Norman no recuerda las acciones del Duende. El Duende finalmente reaparece para eliminar a Spider-Man, Kingpin y Hobgoblin. En la búsqueda de esto, obtiene un acelerador de dilatación del tiempo y, después de conocer la identidad secreta de Spider-Man, secuestra a Mary Jane Watson y la arroja a un portal dimensional abierto por el acelerador. Luego de que Spider-Man lo derrota, el Duende termina cayendo en el mismo portal y queda atrapado en el Limbo.
La versión de la serie de Harry es el mejor amigo de Peter Parker, aunque se pone celoso de él después de que Parker comienza a salir con Watson. Después de las desapariciones de Norman y Watson, Harry se enfurece con Spider-Man, a quien culpa por el incidente, y finalmente se vuelve loco y comienza a tener alucinaciones del Duende, quien se ofrece a decirle dónde está su padre si mata a Spider-Man. Harry se convierte en el segundo Duende Verde en vengarse del lanzaredes, pero Spider-Man y Punisher lo derrotan y lo envían a Ravencroft , donde recibe tratamiento médico por su locura. Después de que Watson regresa, Harry escapa e irrumpe en la boda de ella y Parker, exigiendo que ella se case con él. Sin embargo, Liz Allan revela sus sentimientos ocultos por Harry y lo convence de que sus amigos también se preocupan por él. Harry se rinde y regresa a Ravencroft para continuar con su tratamiento.
Una versión de universo alternativo de Norman Osborn / Duende Verde aparece en el final de la serie de dos partes "Spider Wars". En una realidad alternativa donde Spider-Carnage destruyó Nueva York, el Duende se convirtió en uno de sus ejecutores, solo para ser derrotado por varios Spider-Men de todo el multiverso.

### Spider-Man Unlimited(1999–2001)
Una encarnación Contra-Tierra del Duende Verde aparece en Spider-Man Unlimited (1999), con la voz de Rino Romano. Esta versión es Héctor Jones, una figura heroica, aliado de los Rechazados, un grupo de Bestiales que el Alto Evolucionador consideró inútiles y abandonados, y miembro de una rebelión que lucha para liberar a la Contra-Tierra del gobierno tiránico del Alto Evolucionador. En lugar del planeador Duende tradicional, Jones usa una mochila a la que le salen alas para atravesar. Durante su primer encuentro con Spider-Man, quien llegó a Contra-Tierra para rescatar a John Jameson, el Duende lo confunde con un villano y lo ataca hasta que descubre que el lanzaredes también es un héroe en su planeta natal. La pareja se hace amiga y forma equipo varias veces a lo largo de la serie.

### Spider-Man: La nueva serie animada(2003)
Harry Osborn aparece en Spider-Man: The New Animated Series, con la voz de Ian Ziering. Esta versión es rubio y el mejor amigo de Peter Parker que desprecia a Spider-Man y culpa al lanzaredes por la muerte de su padre antes de la serie. Sin embargo, Harry muestra signos de comenzar a dejar de lado el rencor en episodios posteriores.
Se alude a Norman Osborn varias veces, haciendo pequeños cameos tanto como una alucinación de Harry como en una fotografía. En algún momento antes de la serie, actuó como el Duende Verde antes de que lo mataran en la batalla contra Spider-Man, y solo el lanzaredes estaba al tanto de su alter ego.

### The Spectacular Spider-Man(2008–2009)
La encarnación de Norman Osborn del Duende Verde y Harry Osborn aparecen en The Spectacular Spider-Man, con la voz de Alan Rachins, Steve Blum y James Arnold Taylor, respectivamente.
La versión de la serie de Norman es la cabeza fría y calculadora de Oscorp, que se sabe que nunca se disculpa y tiene una relación tensa con su hijo. En la primera temporada, él es contratado por Tombstone para crear supervillanos para distraer a Spider-Man de las actividades criminales de Tombstone. Más tarde, Norman asume el alias de Goblin y se hace pasar por un misterioso criminal equipado con tecnología Oscorp robada que busca derrocar a Tombstone como el jefe del crimen reinante de Nueva York. Norman lucha contra Spider-Man dos veces antes de huir para enmarcar en secreto a Harry como el Goblin, usando el robo y la adicción de su hijo a la fórmula "Gobulin Green" de Oscorp para promover la mentira. En la segunda temporada, Norman vuelve a contratar al Dr. Miles Warren para trabajar en los laboratorios de la Universidad Empire State y comienza a ser mentor de Peter Parker. Después de que Tombstone, Silvermane y el Doctor Octopus son arrestados por Spider-Man, el Duende resurge como el segundo "Big Man del Crimen". Después de dos intentos fallidos de matar a Spider-Man, Norman contrata al Camaleón para que se haga pasar por él mientras se enfrenta al lanzador de telarañas una vez más como el Goblin. En la pelea que siguió, Norman es desenmascarado y revela que incriminó a Harry para protegerse a sí mismo y a Harry antes de que aparentemente lo mate un escondite oculto de bombas de calabaza. Sin embargo, más tarde se demuestra que Norman sobrevivió y se va de Nueva York con una identidad falsa.
La versión de la serie de Harry es Peter Parker y el mejor amigo de Gwen Stacy que anhela impresionar a su padre. En la primera temporada, el estrés y las constantes decepciones de su vida lo impulsan a robar "Gobulin Green", una fórmula experimental de Oscorp que aumenta su autoestima y agresividad. Más tarde lo enmarcan como el Duende, lo llevan de gira por Europa para superar su adicción, y le promete a Spider-Man que no volverá a convertirse en el Duende a cambio de que el lanzaredes proteja su aparente secreto. En la segunda temporada, Harry comienza a salir con Stacy y luego ayuda a Spider-Man a desenmascarar a Norman como el verdadero Duende. Después de que Norman aparentemente muere en la batalla contra Spider-Man, Harry jura vengarse de este último.

### Ultimate Spider-Man(2012–2017)
Varias representaciones del Duende Verde aparecen en Ultimate Spider-Man (2012):
- Norman Osborn (con la voz de Steven Weber[2][3][4]) es el director ejecutivo manipulador de Oscorp y el padre separado de Harry. En la primera temporada, emplea al Doctor Octopus para que lo ayude en su plan para obtener el ADN de Spider-Man y crear un ejército de "soldados araña". Después de que el trabajo de Doc Ock da como resultado la creación del simbionte Venom y su vínculo con Harry, Norman considera usar a su hijo para promover sus planes. Más tarde atrae a Spider-Man al laboratorio secreto de Oscorp, pero Doc Ock traiciona a Norman inyectándole un suero mezclado con el ADN de Spider-Man y Venom, transformándolo en el Duende Verde. Después de robar un planeador y bombas calabaza, entre otras tecnologías, del Helicarrier S.H.I.E.L.D., el Duende intenta que Venom se una a él, pero falla y decide quitarle el simbionte a Harry antes de escapar. En la segunda temporada, el Duende regresa para secuestrar a Parker y le inyecta una muestra de simbionte, convirtiendo a Parker en el anfitrión del simbionte Carnage para matar a Spider-Man. Sin embargo, Harry y Venom derrotan al Duende y lo obligan a huir. El Duende luego se deja capturar y llevar al nuevo Tri-Carrier de S.H.I.E.L.D. para que pueda infectar a todos a bordo con el simbionte, convirtiéndose brevemente en Venom para combatir a Spider-Man una vez más hasta que Doc Ock crea una cura para la infección del simbionte, restaurando la forma humana de Norman en el proceso. Después de esto, el arrepentido Norman intenta hacer las paces como el antihéroe Iron Patriot y lucha junto al equipo de Spider-Man, pero Doc Ock vuelve a convertir a Norman en el Duende, quien también intenta convertir a todo Nueva York en duendes antes de que Spider-Man frustre sus planes y lo capture. En la tercera temporada, el Duende es liberado involuntariamente durante una batalla entre los Nuevos Guerreros y los Thunderbolts de Taskmaster y roba el Sitio Peligroso. Después de atrapar a Electro para usarlo como fuente de energía, abre un portal al multiverso, roba muestras de ADN de varias versiones de realidad alternativa de Spider-Man y las usa para mutar en Spider-Goblin. Mientras lucha contra su versión de Spider-Man, el Duende revela que dedujo la identidad del lanzaredes. No obstante, es derrotado por los Spider-Men de realidad alternativa y vuelve a la normalidad y pierde la memoria. A partir de la cuarta temporada, Norman se inoculó a sí mismo con un suero anti-Duende para evitar futuras transformaciones, volvió a adoptar su alias de Iron Patriot y se convirtió en aliado de Spider-Man una vez más. En el final de la serie, se revela que Norman recuperó sus recuerdos, pero optó por mantener en secreto la identidad de Spider-Man por respeto.
  - En un sueño creado por Pesadilla que representa un futuro alternativo donde Parker dejó de ser Spider-Man, Norman mutó aún más, se convirtió en el Rey Duende, mató a la mayoría de los héroes de la Tierra y tomó sus armas como trofeos.
  - Una encarnación femenina del universo alternativo de Norman llamada Norma Osborn (con la voz de Wendie Malick) usa una variación del traje tradicional de Duende Verde junto con guanteletes como la versión "principal" y sirve como la archienemiga de Petra Parker / Spider-Girl. Cuando el Duende "principal" antes mencionado visita su universo, unen fuerzas para destruir sus respectivas versiones de Spider-Man, solo para que Norma sea derrotada mientras Norman escapa a otra realidad.
- Harry Osborn (con la voz de Matt Lanter[3]) es el mejor amigo de Peter Parker, el hijo separado de Norman, un estudiante de la Escuela Midtown High y amigo de Mary Jane Watson y Flash Thompson. Durante las dos primeras temporadas, Harry se convierte en el primer y principal anfitrión del simbionte Venom y lucha contra Spider-Man y sus aliados varias veces antes de finalmente rechazar el control de Venom. También repara su relación con Norman después de que su padre vuelve a la normalidad. Después de hacer apariciones menores en la tercera temporada, Harry se une a Spider-Man en la lucha contra el crimen en la cuarta temporada como el superhéroe Patriota y se convierte temporalmente en el anfitrión del simbionte Anti-Venom para salvar Manhattan de Carnage antes de unirse a la Academia S.H.I.E.L.D. en el final de la serie.
- La encarnación de Ultimate Marvel del Duende Verde aparece en la tercera y cuarta temporada, también con la voz de Steven Weber.[5] Esta versión luce las alas demoníacas de la encarnación MC2. Después de un encuentro y una pelea con el "principal" Spider-Man y Miles Morales / Kid Arachnid, el Doctor Octopus trae esta versión del Duende al universo "principal" para reclutarlo en sus Seis Siniestros respaldados por Hydra, aunque son derrotados.

### Spider-Man(2017–2020)
Norman y Harry Osborn aparecen en Spider-Man (2017), con la voz de Max Mittelman y Josh Keaton respectivamente.
La versión de la serie de Harry es el creador de la tecnología Duende, que eventualmente usa para luchar contra el crimen como el superhéroe Hobgoblin. Además, es el mejor amigo de Peter Parker, estudiante de Horizon High, más tarde de la Academia Osborn, y amigo de Miles Morales/Ultimate Spider-Man, Gwen Stacy / Ghost Spider y Anya Corazon / Spider-Girl. En la primera temporada, ve a Spider-Man como una amenaza durante sus diversos encuentros. Mientras ayuda a crear una cura para el virus araña del Chacal, Harry descubre que Parker es Spider-Man, lo que rompe su amistad. Las opiniones del primero sobre el lanza-telarañas aparentemente se confirman después de que Spider-Man se une a los Seis Siniestros, pero Harry se entera de que el Doctor Octopus le lavó el cerebro a Spider-Man y libera al primero, reparando su amistad en el proceso. Harry también descubre los verdaderos colores de Norman, eligiendo apoyar a Spider-Man y repudiando a su padre. Posteriormente, Harry se convierte en el nuevo director ejecutivo de Oscorp y continúa ayudando a Spider-Man y al Equipo Araña a combatir a varios supervillanos, como Nación Duende en la segunda temporada y Dark Goblin en la tercera temporada.
La versión de la serie de Norman es el padre estricto de Harry y el director ejecutivo original de Oscorp con grandes expectativas y la voluntad de robar la tecnología de otros para hacerla pasar como propia. En la primera temporada, establece la Academia Osborn para Genios después de provocar en secreto la suspensión de Harry en Horizon High y salvarlo de la vergüenza mientras conspira contra Spider-Man, Max Modell y el Chacal. Después de estar expuesto al virus araña del Chacal, muta en el Rey Araña antes de que el Equipo Araña lo cure. Norman luego le confía a Harry que mate a Spider-Man para que su hijo sea el único protector de Nueva York. Cuando Harry se niega, Norman se hace pasar por Hobgoblin en un intento de matar al propio Spider-Man, y finalmente se enfrenta al lanzador de telarañas y a Harry en su laboratorio hasta que aparentemente muere en una explosión química. Norman regresa en la tercera temporada como Dark Goblin, habiendo formulado una conspiración que resulta en una invasión simbiótica de la Tierra y poniendo a la junta de educación en contra del lanzador de telarañas. Sin embargo, el Equipo Araña expone su conspiración y lo devuelve a su forma humana antes de que lo detengan.

### Spidey and His Amazing Friends(2021)
Un Duende Verde no identificado aparece en Spidey and His Amazing Friends, con la voz de JP Karliak. Esta versión busca jugar una mala pasada al público en general y humillar a Spidey y sus amigos en lugar de cometer delitos.

### Spider-Man: Freshman Year(2024)
Norman y Harry Osborn aparecerán como personajes secundarios en la próxima serie animada de Marvel Cinematic Universe (MCU) / Disney+ Spider-Man: Freshman Year (2024). El primero servirá como mentor de Peter Parker, mientras que el segundo será uno de sus compañeros de clase.

### Otras apariciones
- La encarnación de Norman Osborn del Duende Verde aparece en Marvel Disk Wars: The Avengers, con la voz de Yusuke Numata en japonés y Kirk Thornton en inglés.
- La encarnación de Norman Osborn del Duende Verde aparece en Marvel Future Avengers, con la voz de Hiroshi Yanaka en japonés y Dave Wittenberg en inglés.[15]

## Cine

### Serie de películas de Sam Raimi
Las encarnaciones de Norman y Harry Osborn del Duende Verde aparecen en la trilogía de Spider-Man de Sam Raimi, interpretadas por Willem Dafoe y James Franco respectivamente.
- Los Osborn aparecen por primera vez en Spider-Man (2002), con Norman inicialmente sirviendo como figura paterna y mentor de Peter Parker, mientras que Harry es el mejor amigo de Parker y el novio de Mary Jane Watson durante una parte importante de la película que anhela impresionar a su padre lejano. Después de experimentar consigo mismo con un potenciador de fuerza inestable para salvar a su empresa, Oscorp, de la bancarrota, Norman desarrolla una personalidad alternativa enloquecida apodada el "Duende Verde". Mientras tiene el control del cuerpo de Norman, el Duende usa una armadura experimental robada y armamento avanzado para vengarse de sus enemigos, ya que ve a Norman como demasiado "débil" para hacerlo él mismo. Esto lo pone en conflicto con Spider-Man, a quien Goblin inicialmente intenta persuadir para que se una a él antes de decidir atacar a sus seres queridos al deducir su identidad como Parker. Después de que Norman es atravesado fatalmente por su planeador durante su batalla final con Spider-Man, este último lleva su cuerpo a casa, donde Harry los ve y asume erróneamente que Spider-Man mató a su padre, jurando venganza.
- En Spider-Man 2 (2004), Norman sirve como una presencia fantasmal para Harry, quien se ha apoderado de Oscorp y todavía busca vengarse de Spider-Man. Harry llega a un acuerdo con Otto Octavius para recuperar a Spider-Man a cambio de darle tritio a este último para completar su experimento, solo para descubrir que Parker es Spider-Man. Después de esto, Harry inicialmente se muestra reacio a vengarse de su mejor amigo a pesar de la insistencia de su padre, después de lo cual se topa con la guarida secreta de Norman y descubre que él era el Duende Verde.
- En Spider-Man 3 (2007), Harry se convierte en el Nuevo Duende para vengar a su padre, pero accidentalmente sufre amnesia parcial. Después de recuperarse, sabotea la relación de Parker y Watson como parte de un plan para herir emocionalmente a Parker. Al enterarse de la verdad sobre la muerte de Norman de su mayordomo Bernard, Harry se reconcilia y une fuerzas con Parker para salvar a Watson de Venom y el Hombre de Arena antes de sacrificarse para salvar a Parker del primero.

### Serie de películasThe Amazing Spider-Man
- Norman Osborn se menciona en The Amazing Spider-Man (2012) como el fundador de Oscorp que se está muriendo de una enfermedad desconocida.
- Norman y Harry Osborn aparecen en The Amazing Spider-Man 2: Rise of Electro (2014), interpretados por Chris Cooper y Dane DeHaan respectivamente. En esta película, se revela que la enfermedad es la "hiperplasia  retroviral" ficticia, una enfermedad genética que ha afectado a los Osborn durante generaciones. Después de la muerte de Norman, el regreso de Harry se convierte en director ejecutivo e intenta encontrar los datos del desaparecido Richard Parker con la esperanza de que le salven la vida. Más tarde, Harry se convierte en el Duende Verde debido a una cura corrupta y jura vengarse de Peter Parker después de darse cuenta de su verdadera identidad y se le negó una transfusión de sangre que pensó que podría salvarlo, sin darse cuenta matando a Gwen Stacy frente a Parker en el proceso.
- Cooper y DeHaan estaban listos para repetir sus papeles en una película derivada de Sinister Six y una tercera película de The Amazing Spider-Man, pero ambas fueron canceladas.[16][17]

### Universo Cinematográfico de Marvel
La encarnación de la trilogía Sam Raimi Spider-Man de Norman Osborn / Duende Verde aparece en la película de Marvel Cinematic Universe (MCU) Spider-Man: No Way Home (2021), interpretado nuevamente por Willem Dafoe. Antes de su muerte, es transportado a otro universo debido a su versión de Peter Parker (más tarde apodado "Peter-Uno") que estropea el hechizo del Doctor Strange para hacer que todos olviden su identidad como Spider-Man, lo que en cambio resulta en personas de todo el multiverso que conocen la identidad de Parker como Spider-Man que se trae a su universo. Mientras lucha contra el personaje Duende e intenta recuperar su orientación, un normando perdido y abrumado busca refugio en El refugio de May Parker y conoce a Peter-One antes de ser encarcelado en el New York Sanctum junto con otros supervillanos desplazados del universo alternativo. Peter-Uno intenta curarlos con la esperanza de evitar sus destinos originales al regresar a sus respectivos universos, pero el personaje del Duende se apodera del cuerpo de Norman y convence a los otros villanos para que se defiendan, afirmando que sus poderes son regalos, no maldiciones que debería ser removido. En la batalla que siguió, mata a May en un intento de corromper a Peter-Uno antes de escapar. Después de que los otros villanos son derrotados y curados por Peter-Uno, su propio Parker ("Peter-Dos") y otra versión ("Peter-Tres"), el Duende rompe la barrera entre los universos, lucha contra Peter-Uno e incita a este último a matarlo, solo para ser frustrado por Peter-Dos. Posteriormente, Peter-Uno y Peter-Tres curan a Osborn y lo liberan del Duende en persona, antes de que Strange lance otro hechizo para devolver a todos los individuos desplazados a sus universos originales.

### Spider-Verse animado
La encarnación de Norman Osborn del Duende Verde aparece en Spider-Man: Into the Spider-Verse, con la voz de Jorma Taccone. Esta versión se inspira en gran medida en la iteración de Ultimate Marvel, aunque presenta elementos visuales de otras encarnaciones anteriores. Además, trabaja como ejecutor de Kingpin. Mientras lucha contra Spider-Man para proteger el Súper Colisionador de Kingpin, Duende empuja al primero hacia él, lo que resulta en una explosión que hiere gravemente a Spider-Man y mata al Duende.
La encarnación Normal Osborn del Duende Verde del videojuego Spider-Man (1982) hace un cameo en Spider-Man: Across the Spider-Verse. Se le representa como una versión alternativa del Goblin de otro universo que fue capturado y encarcelado por la Spider-Society de Miguel O'Hara después de ser desplazado de su realidad natal. También aparece una versión india del personaje, Nalin Oberoi, del universo de Pavitr Prabhakar durante un flashback.

## Videojuegos

### Juegos deSpider-Man
- La encarnación de Norman Osborn del Duende Verde aparece como un jefe en Spider-Man (1982).
- La encarnación de Norman Osborn del Duende Verde aparece como un jefe en Spider-Man: The Video Game.[22]
- La encarnación de Norman Osborn del Duende Verde aparece como un jefe en Spider-Man (1995).
- La encarnación de Norman Osborn del Duende Verde aparece como un jefe en The Amazing Spider-Man: Lethal Foes.
- La encarnación de Norman Osborn del Duende Verde aparece como el jefe final del juego de vinculación de la película Spider-Man (2002), con Willem Dafoe retomando su papel de la película. Alejándose de la trama de la película, Osborn y sus científicos inicialmente intentan capturar a Spider-Man para estudiar su genética y perfeccionar su suero de súper soldado. Para hacerlo, crean y envían varios robots voladores y robots con forma de araña para rastrearlo, pero ambos intentos fallan. Después de ser despedido por tomarse demasiado tiempo para desarrollar el suero, Osborn decide probarlo él mismo, lo que lo lleva a transformarse en el Duende. A partir de aquí, la trama del juego sigue de cerca la de la película.
  - La encarnación de Harry Osborn del Duende Verde (con la voz de Josh Keaton) aparece como un personaje jugable desbloqueable y tiene una historia adicional en el juego, en la que se convierte en el nuevo Duende Verde después de la muerte de su padre e investiga un complot para apoderarse de Oscorp mientras lucha un Duende separado que afirma haber sido contratado por Norman.
- Harry Osborn aparece en el juego relacionado con la película Spider-Man 2, nuevamente con la voz de Josh Keaton.
- La encarnación de Ultimate Marvel de Norman Osborn / Duende Verde aparece como un jefe en Ultimate Spider-Man (2005), con la voz de Peter Lurie. Inicialmente retenido como prisionero a bordo del Helicarrier de S.H.I.E.L.D., es liberado por el Escarabajo y se enfurece por todo Manhattan hasta que Spider-Man lo somete, lo que le permite a S.H.I.E.L.D. volver a detenerlo.
- La encarnación de Ultimate Marvel de Norman Osborn / Duende Verde aparece como un personaje jugable y el jefe final de Spider-Man: Battle for New York, con la voz de Neil Kaplan.
- Harry Osborn / Nuevo Duende aparece como un jefe y un personaje jugable en el juego vinculado a la película Spider-Man 3, con James Franco retomando su papel de la película. Si bien normalmente no se puede jugar fuera de la misión final del juego, Nuevo Duende se lanzó más tarde como DLC, que inicialmente estaba disponible para la versión de Xbox 360 y la Edición de coleccionista de las versiones de PlayStation 3 antes de que se agregara más tarde a todas las demás plataformas.
- Norman Osborn / Duende Verde y Harry Osborn / Nuevo Duende aparecen como personajes jugables desbloqueables en Spider-Man: Friend or Foe, con la voz de Roger L. Jackson y nuevamente de Josh Keaton, respectivamente. Los diseños de ambas versiones se basan en las versiones de la trilogía de Sam Raimi. Duende Verde y varios otros supervillanos atacan inicialmente a Spider-Man, quien los derrota con la ayuda de Nuevo Duende, antes de que todos sean atacados por P.H.A.N.T.O.M. bajo el mando de Mysterio y capturados. Posteriormente, el Duende Verde se coloca bajo control mental y se envía a recuperar un fragmento de meteorito de Tokio. Allí, Spider-Man derrota al Duende y lo libera del control mental antes de que este último decida unir fuerzas con Spider-Man para vengarse de Mysterio. El destino del Nuevo Duende no se revela, ya que no aparece más en la historia, pero se desbloquea como personaje jugable después de terminar el juego.
- La encarnación de Norman Osborn del Duende Verde aparece como un personaje auxiliar opcional en la versión para Nintendo DS de Spider-Man: Web of Shadows, nuevamente con la voz de Roger L. Jackson. Después de que la  Gata Negra le informa a Spider-Man que Duende está colocando bombas como parte de un complot para derrotar a los simbiontes que invaden Manhattan, Spider-Man tiene la opción de ayudarlo dos veces.
- La encarnación de Ultimate Marvel del Duende Verde aparece en Ultimate Spider-Man: Total Mayhem.
- La encarnación de Marvel Noir de Norman "El Duende" Osborn aparece como un jefe en Spider-Man: Shattered Dimensions, con la voz de Jim Cummings. Un poderoso jefe de la mafia, encarga a sus ejecutores Hammerhead y Buitre que recuperen fragmentos de la Tablilla del Orden y el Caos. Aunque Spider-Man Noir logra mantener la mayoría de ellos fuera de su poder, Osborn finalmente obtiene uno y absorbe su poder, transformándose en una forma monstruosa con una fuerza increíble. A pesar de esto, el proceso le abre una llaga enorme en la espalda que se convierte en su único punto débil. No obstante, atrae a Spider-Man Noir a su escondite de carnaval, utilizando rehenes como cebo. Allí, Spider-Man Noir derrota al Duende y sus hombres y reclama su fragmento.
- La encarnación de Norman Osborn del Duende Verde aparece en Pinball FX 2 a través de la mesa de Spider-Man.[23]
- La encarnación de Harry Osborn del Duende Verde aparece en el juego relacionado con la película The Amazing Spider-Man 2, con la voz de Kevin Dorman. De manera similar a la película, Harry se convierte en el director ejecutivo de Oscorp después de que su padre muere de una enfermedad terminal y luego descubre que él se está muriendo lentamente de la misma enfermedad, desesperado por encontrar una cura. En una desviación de la trama de la película, Harry también trabaja con Wilson Fisk para financiar la Fuerza de Tareas contra el Crimen Mejorada, aparentemente para ayudar a la policía a contener a los criminales más fácilmente, sin saber que Fisk planea usarlo para reemplazar a Spider-Man y eventualmente hacerse cargo de Oscorp una vez que Harry muera. Después de descubrir que la sangre de Spider-Man podría ayudar a curarlo, Harry le pide ayuda, pero Spider-Man se niega por temor a los efectos secundarios, lo que lleva a Harry a despreciarlo. Más tarde, Harry se inyecta el veneno de araña de Richard Parker con la esperanza de curar su enfermedad, pero lo desfigura y lo vuelve loco. Adoptando el alias de Duende Verde, ataca a Spider-Man, pero es derrotado y encarcelado.
  - En la versión móvil, el Duende es un supervillano que trabaja para Oscorp que ataca a Spider-Man dos veces en un intento de recolectar su sangre para los experimentos de Oscorp, así como para vengarse de él por interferir en los negocios ilícitos de Oscorp.
- Las encarnaciones principales y "House of M" del Duende Verde aparecen como jefes en Spider-Man Unlimited (2014). Se ensamblan a partir de varias realidades alternativas para unirse a los multiversales Seis Siniestros e invadir otras dimensiones, destruir a sus respectivos Spider-Men y recolectar cristales iso-8. Además, Norman Osborn como el Duende Rojo se agregó como un personaje jugable en una actualización posterior.

#### Series deMarvel's Spider-Man
Norman y Harry Osborn aparecen en la serie de Marvel Spider-Man de Insomniac Games, con la voz de Mark Rolston e inicialmente de Scott Porter, respectivamente. Además, la esposa de Norman y la madre de Harry, Emily Osborn, hace un cameo a través de una fotografía.
- La versión de la franquicia de Norman es el ex director ejecutivo corrupto y egoísta y cofundador de Oscorp junto con su ex mejor amigo y compañero de laboratorio universitario Otto Octavius, con quien se separó después de que este último dejara la empresa debido a sus experimentos poco éticos. Uno de estos experimentos fue "Devil's Breath", un tratamiento médico para trastornos genéticos que se parece más a un arma biológica, que Norman creó en un esfuerzo desesperado por salvar a Emily y luego a Harry, quienes padecían la misma enfermedad terminal, el Síndrome de Oshtoran ficticio. Cuando la condición de Harry empeoró, Norman lo colocó en estasis hasta que se pudiera encontrar una cura mientras reclamaba a sus amigos Peter Parker y Mary Jane Watson que Harry estaba en Europa manejando los asuntos internacionales de Oscorp. Durante los eventos de Spider-Man (2018), Norman se desempeña como alcalde de la ciudad de Nueva York y usa su posición para implementar la tecnología Oscorp en toda la ciudad y cerrar los fondos gubernamentales para Industrias Octavius en un intento apenas disimulado de lograr que Octavius se reincorpore en Oscorp, aunque Octavius se niega por desprecio. Norman también intenta que Parker, que trabaja como asistente de Octavius, se una a Oscorp usando su amistad con Harry, aunque Parker también se niega. Cuando Martín Li, uno de los ex sujetos de prueba de Oscorp que ganó superpoderes y mató accidentalmente a sus padres después de que le inyectaron Devil's Breath, comienza a aterrorizar a Nueva York para vengarse de Norman, Octavius se inspira para perseguir su propia venganza contra su antiguo amigo y une fuerzas con Li. y otros villanos para atacar las propiedades de Oscorp y robar Devil's Breath para infectar Nueva York y exponer los crímenes de Norman. En respuesta, Norman declara la ley marcial y contrata mercenarios para proteger a los ciudadanos de Nueva York mientras culpa a Spider-Man por el caos y lo califica de fugitivo. Si bien Spider-Man puede derrotar a los villanos, contener el daño resultante y salvar la vida de Norman, el papel de este último en la creación de Devil's Breath queda expuesto, lo que lleva a Norman a renunciar a la oficina del alcalde en desgracia.
- La versión de la franquicia de Harry es Peter Parker y el mejor amigo de Mary Jane Watson que es consciente de la deshonestidad y el egoísmo de su padre, pero lo ama genuinamente y, a diferencia de él, es desinteresado y se preocupa por los demás. Se inspiró en su madre, Emily, para estudiar leyes ambientales y usó los recursos de Oscorp para instalar varias estaciones de investigación en Nueva York para monitorear las condiciones ambientales, que Spider-Man visita y ayuda como parte de una misión secundaria en Spider-Man (2018). A pesar de sufrir el raro y ficticio Síndrome de Oshtoran, que mató a Emily, Harry ocultó esto a sus amigos con el pretexto de que los negocios y las fiestas constantes lo hacían sentir agotado. Harry le pidió a Norman que revelara la verdad en caso de que su condición empeorara, aunque este último se negó en secreto y lo puso en estasis, probando varios métodos arriesgados para salvar a su hijo, como el virus Devil's Breath y una sustancia negra similar a una telaraña. Después de pasar más de un año en estasis y cubierto por la sustancia negra, Harry despierta, lo que lleva a Norman a ordenar al científico Curt Connors, que estaba monitoreando su condición, que lo libere a pesar de los posibles efectos secundarios.
- Harry hará su primera aparición completa en Spider-Man 2 (2023).

### Otros juegos
- La encarnación de la trilogía Sam Raimi Spider-Man de Norman Osborn / Duende Verde aparece en la máquina de pinball Spider-Man Trilogy.
- La encarnación de Norman Osborn del Duende Verde aparece como un personaje jugable en Marvel: Ultimate Alliance 2, con la voz de Armin Shimerman. La apariencia predeterminada de esta versión se basa en el diseño Thunderbolts de Norman.[24] Es uno de varios supervillanos controlados por los nanites de S.H.I.E.L.D. hasta que se rebelan cuando los nanites adquieren conciencia.
- La encarnación de Norman Osborn del Duende Verde aparece como un aspecto alternativo para Firebrand en Ultimate Marvel vs. Capcom 3.[25]
- Norman Osborn como Duende Verde y Iron Patriot aparece en Marvel Super Hero Squad Online, con la primera identidad (con la voz de Yuri Lowenthal y Phil LaMarr) que aparece como un jefe, mientras que la última (con la voz de Charlie Adler) aparece como un personaje jugable.
- La encarnación de Norman Osborn del Duende Verde aparece en LittleBigPlanet a través del DLC "Marvel Costume Kit 4".[26]
- La encarnación de Norman Osborn del Duende Verde aparece como un jefe en Marvel: Avengers Alliance.
- La encarnación de Norman Osborn del Duende Verde aparece como un personaje jugable en Marvel Heroes.
- La encarnación de Norman Osborn del Duende Verde aparece como un personaje jugable y jefe en Lego Marvel Super Heroes, con la voz de Nolan North. El une fuerzas con Doctor Doom para obtener Cosmic Bricks.
  - Además, la encarnación de la serie animada Ultimate Spider-Man de Norman Osborn / Duende Verde aparece como un personaje jugable, con la voz de John DiMaggio.
- Norman Osborn como Duende Verde, Iron Patriot y Duende Rojo aparecen como personajes jugables separados en Marvel Contest of Champions.
- La encarnación de Norman Osborn / Green Goblin de la serie animada Ultimate Spider-Man aparece como un personaje jugable y un jefe en Disney Infinity 2.0, con la voz de Nolan North. El une fuerzas con Mysterio para clonar el simbionte Venom y lanzar una invasión de Nueva York.
- Norman Osborn como Iron Patriot y las encarnaciones principales, Ultimate Marvel y No Way Home del Duende Verde aparecen como personajes jugables separados en Marvel Future Fight.
- La encarnación del Duende Verde de la serie animada Ultimate Spider-Man aparece como un personaje jugable en Disney Infinity 3.0.
- Una encarnación modernizada del Duende Verde aparece en Marvel: Avengers Alliance 2.[27]
- La encarnación de Norman Osborn del Duende Verde aparece como un personaje jugable en Marvel Puzzle Quest.[28]
- La encarnación de Norman Osborn del Duende Verde aparece como un personaje jugable en Marvel Avengers Academy, con la voz de Brandon Winckler.[29]
- La encarnación de Norman Osborn del Duende Verde aparece como un personaje jugable en Lego Marvel Super Heroes 2. Además, su contraparte de Marvel 2099 también se puede jugar y sirve como jefe.[30]
- La encarnación de Norman Osborn del Duende Verde aparece en Marvel Strike Force como miembro de los Seis Siniestros.
- La encarnación de Norman Osborn del Duende Verde aparece como un jefe en Marvel Ultimate Alliance 3: The Black Order, nuevamente con la voz de Steve Blum. Mientras lidera a los Seis Siniestros en un asalto y toma hostil de la Balsa, obtiene la Gema del Tiempo debido a que Star-Lord teletransporta las Gemas del Infinito por todo el universo. Sin embargo, el Duende sucumbe a su poder y queda atrapado en un ciclo de tiempo hasta que es testigo de una visión de Thanos con las seis gemas sobre los cuerpos de los héroes de la Tierra. Spider-Man le ofrece al Duende una segunda oportunidad de salvar el universo antes de que Thanos reclame las Gemas del Infinito, pero el Duende queda gravemente traumatizado por la visión.
- La encarnación de Norman Osborn del Duende Verde hace un cameo en Marvel vs. Capcom: Infinite.
- La encarnación de Norman Osborn del Duende Verde aparece en Marvel Future Revolution, nuevamente con la voz de Steve Blum.

## Varios
- La encarnación de Norman Osborn del Duende Verde aparece en Islands of Adventure de Universal Orlando Resort.
- La encarnación de Norman Osborn del Duende Verde aparece en la adaptación en vivo de la boda de Spider-Man y Mary Jane Watson.[31]
- La encarnación de Norman Osborn del Duende Verde aparece en Spider-Man: Turn Off the Dark. Como venganza por abandonarlo a él y a Oscorp, les lava el cerebro a seis científicos y los convierte en sus Seis Siniestros.
- La encarnación de Norman Osborn del Duende Verde aparece en Marvel Universe: ¡EN VIVO! como miembro de los Seis Siniestros.[32]

## Mercancía
- El Duende Verde recibió varias figuras de Mego.
- Un Duende Verde "Energizado" recibió una figura de Remco.
- Se incluyó una figura del Duende Verde como accesorio en el juego de vehículos "Spider-Buggy" de Corgi.
- El Duende Verde recibió una figura en la línea Marvel Superheroes de Toy Biz.
- El Duende Verde recibió una figura en la Serie 3 de la línea Spider-Man: The Animated Series de Toy Biz, con su planeador basado en el que se ve en los números 199 y 200 de The Spectacular Spider-Man (1993).
- El Duende Verde recibió ocho cifras en la línea de juguetes Spider-Man: The Movie de Toy Biz.
- Duende Verde recibió una figura en la línea Marvel Legends de Toy Biz a través de la sublínea "Onslaught Series".
- Las encarnaciones principales y Ultimate Marvel del Duende Verde recibieron cabezones de Way Out Toys.
- El Duende Verde recibió una figura en la colección de figuras clásicas de Marvel .
- El Duende Verde recibió dos figuras en la línea Marvel Select de Diamond Select Toys.
- El Duende Verde recibió un cabezón en la línea Wacky Wobbler de Funko.
- El Duende Verde recibió una figura en Funko's Pop! línea de figuras de vinilo.
- El Duende Verde recibió una figura en la línea Marvel Legends de Hasbro.